# L'Étoile bleue
L'Étoile bleue est un roman de Juliette Benzoni paru en 1994, mettant en scène le prince antiquaire Aldo Morosini. C'est le premier tome de la série Le Boiteux de Varsovie.